# 3-ヒドロキシ-16-メトキシ-2,3-ジヒドロタベルソニン-N-メチルトランスフェラーゼ
3-ヒドロキシ-16-メトキシ-2,3-ジヒドロタベルソニン-N-メチルトランスフェラーゼ(3-hydroxy-16-methoxy-2,3-dihydrotabersonine N-methyltransferase、EC 2.1.1.99)は、以下の化学反応を触媒する酵素である。
S-アデノシル-L-メチオニン + 3-ヒドロキシ-16-メトキシ-2,3-ジヒドロタベルソニン{\displaystyle \rightleftharpoons }S-アデノシル-L-ホモシステイン + デアセトキシビンドリン
従って、この酵素の2つの基質はS-アデノシル-L-メチオニンと3-ヒドロキシ-16-メトキシ-2,3-ジヒドロタベルソニン、2つの生成物はS-アデノシル-L-ホモシステインとデアセトキシビンドリンである。
この酵素は、転移酵素、特に1炭素基を転移させるメチルトランスフェラーゼのファミリーに属する。系統名は、S-アデノシル-L-メチオニン:3-ヒドロキシ-16-メトキシ-2,3-ジヒドロタベルソニン N-メチルトランスフェラーゼである。その他よく用いられる名前に、16-methoxy-2,3-dihydro-3-hydroxytabersonine methyltransferase、NMT、16-methoxy-2,3-dihydro-3-hydroxytabersonine N-methyltransferase、S-adenosyl-L-methionine:16-methoxy-2,3-dihydro-3-hydroxytabersonine、N-methyltransferase等がある。この酵素は、インドールやトコン系のアルカロイドの生合成に関与している。